# Wangjiang
Wangjiang, tidigare romaniserat Wangkiang,  är ett härad som tillhör Anqings stad på prefekturnivå i provinsen Anhui i östra Kina.
Wangjiang är indelat i åtta köpingar och två socknar.
Köpingar (zhen):

- Changling (长岭镇)
- Gaoshi (高士镇)
- Huayang (华阳镇)
- Saikou (赛口镇)
- Taici (太慈镇)
- Yangwan (杨湾镇)
- Yatan (鸦滩镇)
- Zhanghu (漳湖镇)

Socknar (xiang):

- Leichi (雷池乡)
- Liangquan (凉泉乡)